# Vireo sclateri
A Vireo sclateri a madarak osztályának verébalakúak (Passeriformes) rendjébe és a lombgébicsfélék (Vireonidae) családjába tartozó faj.

## Rendszerezése
A fajt Osbert Salvin és Frederick DuCane Godman írták le 1883-ban, a Hylophilus nembe Hylophilus sclateri néven. Egyes szervezetek jelenleg is ide sorolják. Tudományos faji nevét Philip Lutley Sclater tiszteletére kapta.

## Előfordulása
Dél-Amerika északi részén, Brazília, Guyana, Suriname és Venezuela területén honos. Természetes élőhelyei a szubtrópusi vagy trópusi síkvidéki és hegyi esőerdők, valamint cserjések. Állandó, nem vonuló faj.

## Megjelenése
Testhossza 12 centiméter.

## Természetvédelmi helyzete
Az elterjedési területe nagyon nagy, egyedszáma pedig stabil. A Természetvédelmi Világszövetség Vörös listáján nem fenyegetett fajként szerepel.